# Edwin Catmull

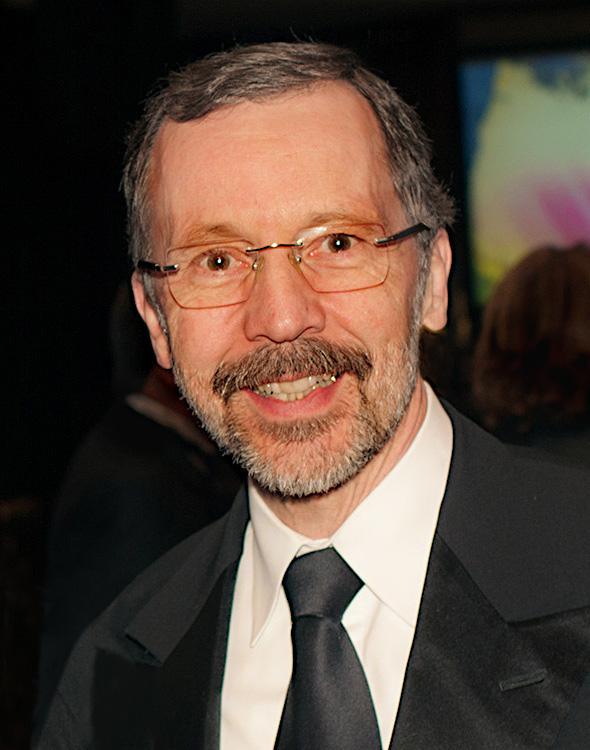
Edwin Catmull

Edwin „Ed“ Catmull (* 31. März 1945 in Parkersburg, West Virginia) ist ein amerikanischer Informatiker, der zu vielen wichtigen Entwicklungen in der Computergrafik beigetragen hat. Er ist vierfacher Oscar-Preisträger und erhielt im März 2020 zusammen mit Pat Hanrahan den Turing Award.

## Leben und Wirken
Schon früh wurde Ed Catmull durch Disney-Filme wie Peter Pan und Pinocchio inspiriert und träumte davon, Animator für Spielfilme zu werden. Mit Blick auf die Realität entschied er, dass seine Talente anderswo liegen würden. Anstatt eine Karriere in der Filmindustrie anzustreben, schrieb er sich an der University of Utah für Physik und Informatik ein. Dort leistete er seine drei fundamentalen Beiträge zur Computergrafik: das Z-Buffering, das Texture Mapping und die B-Splines. Er entwickelte auch einen Algorithmus zum Antialiasing. Allerdings wurde der Z-Buffer bereits Monate zuvor von Wolfgang Straßer in seiner Dissertation beschrieben, ohne dass er dort diese Bezeichnung bekam. In einem frühen Beitrag für die Filmindustrie schuf er 1974 eine animierte Version seiner linken Hand für den Film Futureworld – Das Land von Übermorgen (1976), die Science-Fiction-Version des Films Westworld und der erste Film, der 3D-Computergrafik benutzte.
Nach seiner Promotion arbeitete er für George Lucas bei Lucasfilm. Dort half er, das Digital Image Compositing zum Kombinieren mehrerer Bilder zu entwickeln. 1986 gründete Catmull zusammen mit Steve Jobs die Firma Pixar. Bei Pixar war Catmull ein Hauptentwickler des RenderMan-Rendering-Systems, das in Filmen wie Toy Story und Findet Nemo benutzt wurde.
1993 zeichnete die Academy of Motion Picture Arts and Sciences (AMPAS) Catmull mit seinem ersten Academy Award aus, „für die Entwicklung der RenderMan-Software, die aus dreidimensionalen Computerdaten Bilder mit Form und Gestalt erzeugt.“ 1996 erhielt er wieder einen Oscar, „für bahnbrechende Entwicklungen im Image Compositing“. 2001 erhielt er seine dritte Auszeichnung „für beachtliche Fortschritte im Bereich der Darstellung bewegter Bilder wie in Pixars RenderMan gezeigt.“ Im selben Jahr wurde er auch Präsident der Pixar Animation Studios. Nach der Übernahme des Pixar-Studios durch die Walt Disney Company wurde Catmull zusammen mit John Lasseter Präsident der Walt Disney Animation Studios sowie dessen Tochterunternehmen DisneyToon Studios.
2006 wurde er zweimal ausgezeichnet: Für das Konzept der Subdivision Surfaces als Modellierungstechnik mit einem weiteren Oscar (Technical Achievement Award) und mit der John-von-Neumann-Medaille „für grundlegende Beiträge zur Computergrafik und eine Pionierrolle in der Verwendung von Computeranimationen in Spielfilmen“. Im Jahr 2009 wurde Catmull mit dem Gordon E. Sawyer Award der Academy of Motion Picture Arts and Sciences für sein Lebenswerk ausgezeichnet. 2013 wurde er Fellow des Computer History Museum. Für das Jahr 2019 bekam Catmull zusammen mit Pat Hanrahan im März 2020 den Turing Award für ihre Pionierarbeit an Computer Generated Imagery.
Catmull ist Mormone.